# Sociální marketing
Sociální marketing označuje:
- plánování marketingových aktivit a strategií nekomerčních organizací nebo
- strategie přímo nebo nepřímo zaměřené na řešení sociálních problémů

Pojem „sociální marketing“ byl poprvé použit v roce 1971 autory Philipem Kotlerem a Geraldem Zaltmanem. Vztahoval se na aplikaci marketingu při řešení sociálních a zdravotních problémů. Marketing dosahoval velkých úspěchů při přesvědčování lidí k nákupu produktů jako Coca Cola nebo obuv Nike, takže pomocí tohoto argumentu vytvořili teorii, že marketing může podnítit lidi si osvojit takové chování, které zlepší jejich život i život spoluobčanů.
Při zprostředkování nekomerčního obsahu je ovšem většinou třeba citlivě volit metody značně odlišné od komerčního marketinku. Proto i mechanické přebírání termínu marketing není optimální.
Mnoho společenských a zdravotních problémů má základ v charakteru chování - ať už jde o šíření AIDS, dopravní nehody, nechtěné těhotenství - všechno jsou to výsledky každodenní, dobrovolné lidské aktivity. Sociální marketing poskytuje mechanismy na řešení těchto problémů prostřednictvím osvojení si zdravějšího životního stylu. Přitom si můžeme všimnout, že komerční marketink naopak podporuje ve velké míře aktivity nezdravého, příp. neekologického, neekonomického nebo sociálně problematického životního stylu. Obě oblasti tak mnohdy stojí vyhraněně proti sobě. Pokud sociální marketink nabyde na větší síle a ubírá zásadně ze zisku komerčním aktivitám, kapitál stojící na straně ziskových aktivit najde prostředky pro svou dominanci.
Sociální marketing nabízí velkou možnost ovlivnění chování a postojů nejen jednotlivců, ale i zákonodárců a vlivným zájmových skupin. Při prosazování společensky přínosných hodnot se však podle stavu společnosti vždy bude setkávat s aktivitami opačně směřovanými.